# Republica Sovietică a Bavariei
Republica Sovietică a Bavariei a existat timp de 25 de zile în anul 1919. Ea s-a format după Primul Război Mondial, când Germania era în pragul unui război civil, iar comuniștii au avut ocazia să creeze un stat socialist în Bavaria. Entitatea a fost rapid distrusă de loialiștii germani.